# Ashley Hartman
Ashley Christina Hartman (* 31. August 1985 in Orange County, Kalifornien) ist eine US-amerikanische Schauspielerin und Model. Bekannt wurde sie in Deutschland durch die Fernsehserie O.C., California
Ihre Eltern sind Michele Knutsen und Kip Hartman. Nach der Scheidung ihrer Eltern lebte sie mit ihren zwei Schwestern bei ihrer Mutter.
In den USA kam sie 2003 bei American Idol unter die letzten 32. 

## Filmografie (Auswahl)
- 2003–2007: O.C., California (Fernsehserie, 9 Folgen)
- 2004: Quintuplets (Fernsehserie, 1 Folge)
- 2006: Abominable